# إيف بيرغيرون
إيف بيرغيرون هو لاعب هوكي جليد كندي، ولد في 11 يناير 1952 في مالاركتيك في كندا.

## وصلات خارجية
- إيف بيرغيرون على موقع دوري الهوكي الوطني (الإنجليزية)
- إيف بيرغيرون على موقع قاعة مشاهير الهوكي (لاعب أن.إتش.أل) (الإنجليزية)
- إيف بيرغيرون على موقع EliteProspects.com (الإنجليزية)
- إيف بيرغيرون على موقع HockeyDB.com (الإنجليزية)
- إيف بيرغيرون على موقع Hockey-Reference.com (الإنجليزية)